# Kodanahalli, Belur
Kodanahalli là một làng thuộc tehsil Belur, huyện Hassan, bang Karnataka, Ấn Độ.